# Hippotion augustei
Hippotion augustei är en fjärilsart som beskrevs av Trimoul. 1859. Hippotion augustei ingår i släktet Hippotion och familjen svärmare. Inga underarter finns listade i Catalogue of Life.